# Juan Manuel Fangio

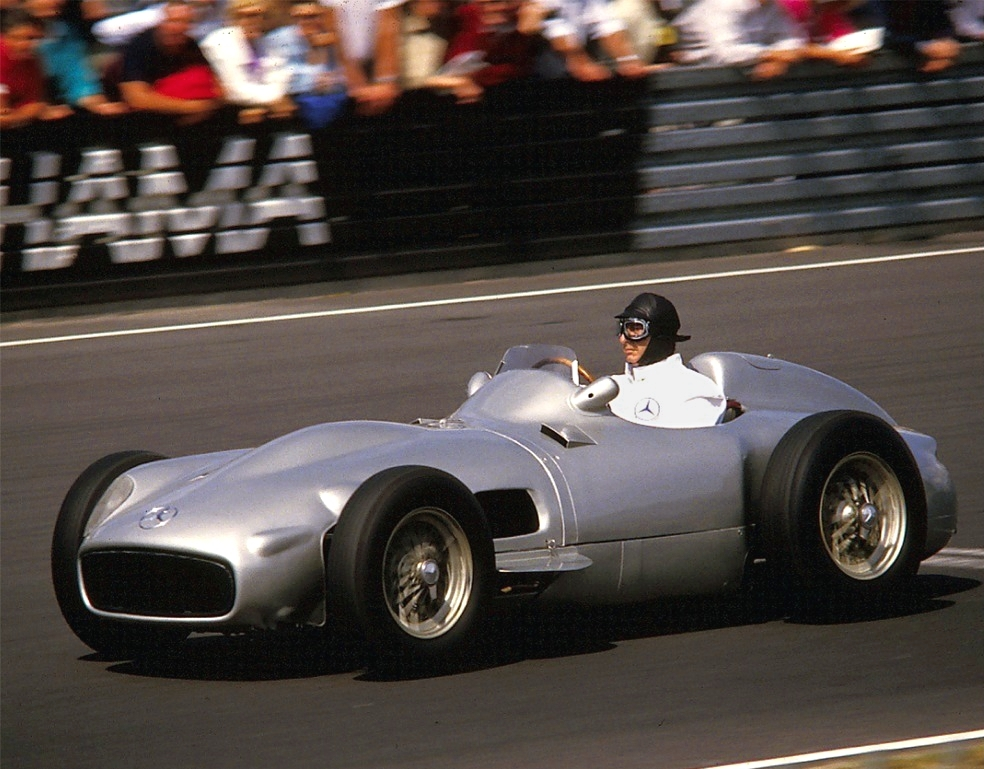
Juan Manuel Fangio na Nürburgringu v roce 1986 při závodě oldtimerů

Juan Manuel Fangio (24. června 1911, Balcarce, Buenos Aires – 17. července 1995, Buenos Aires) byl argentinský automobilový závodník, účastník mistrovství světa Formule 1. Získal 5 mistrovských titulů, z toho 4 v řadě za sebou. Fangio je považován za jednoho z nejúspěšnějších a nejlepších závodníků v historii závodů Grand Prix. V 51 Velkých cenách vyhrál 24krát, tento úspěch je dodnes bezkonkurenční.

## Život
Juan Manuel Fangio se narodil 24. června 1911 v argentinském Balcarce, v rodině italských emigrantů. Zpočátku se věnoval kopané a pro typický tvar svých nohou získal přezdívku El Chueco, což znamená žokej na sudu. Ale velmi rychle se u něj projevila vášeň pro mechaniku. V 16 letech opustil studia na škole, aby se vyučil automechanikem. Byl velmi zručný, ovládal všechny práce na autech, ze starých vraků si uměl sestrojit vlastní vůz. Po vojenské službě si otevřel malý autoservis a začal závodit v místních závodech. Jednalo se především o dálkové závody na nezpevněných silnicích napříč jihoamerickým kontinentem. Juan Manuel Fangio začal závodit v 18 letech na voze Ford, který získal od taxislužby. První závod absolvoval v roce 1934 na voze Ford T, musel však odstoupit kvůli zlomené ojnici. V roce 1938 sestrojil spolu s bratrem automobil, s nímž nastoupil do závodu Cochea. Závod dokončil na 7. pozici, když dokázal nejlépe zajet tréninkové jízdy. Jedním z nejzajímavějších závodů, v němž zvítězil, byla Velká cena severu pořádaná na 10 000 kilometrů. Tento závod začínal v Buenos Aires, stoupal pohořím And až do Limy v Peru a vracel se zpět do argentinského hlavního města.
Po 2. světové válce se Fangio v roce 1947 vrátil do světa závodních vozů jako pozorovatel a následující rok i jako pilot. V roce 1948 při dlouhém závodě přes Jižní Ameriku z Buenos Aires do Caracasu měl nehodu, při níž přišel o život jeho spolujezdec a přítel Daniel Urrutia. Po období deprese se Fangio vzchopil a začal znovu závodit. Vláda Juana Peróna mu nabídla špičkový závodní vůz Maserati 4CLT, aby se účastnil Velké ceny Argentiny. Zde se seznámil s Francouzem Jeanem Pierrem Wimillem. V roce 1949 Fangio odjel do Evropy podporován režimem Juana Peróna.
Ve svých 37 letech začal slavit úspěchy na evropských okruzích. V roce 1950 podepsal smlouvu s továrním týmem Alfy Romeo a ve stejném roce bojoval o titul mistra světa s týmovým kolegou Giuseppem Farinou, který se stal prvním šampiónem Formule 1. Následující rok už triumfoval v mistrovství světa Fangio a získal první ze svých pěti titulů.
Rok 1952 byl poznamenán havárií, která Fangia vyřadila ze zbytku sezóny. Aby mohl závodit na okruhu v Monze, musel překonat velkou vzdálenost z Belfastu, kde závodil doslova před několika hodinami. Z Paříže jel bez přestávky celou noc, aby dorazil necelou půl hodinu před startem. Unavený Fangio startoval s vozem Maserati, nad nímž po několika kolech ztratil kontrolu a těžce havaroval.
V roce 1953 byl již v plné formě a v závodech nestačil pouze na suveréna posledních let Alberta Ascariho.
V roce 1954 přestoupil k týmu Mercedes, který se vrátil po 15 letech. Vůz Mercedes W196 však nebyl připraven pro začátek sezóny a tak Fangio zahájil rok s vozem Maserati. Získal svůj druhý titul; z dvanácti Velkých cen jich vyhrál celkem osm. Situace v dalším roce byla obdobná, Fangio dostal nového kolegu Stirlinga Mosse. Mercedes byl znovu k neporažení. Situace se změnila až po tragédii v Le Mans, kde zemřelo 84 lidí. Mercedes se rozhodl ukončit sportovní činnost a také Fangio zvažoval možnost odchodu ze světa Velkých cen. Znovu zasáhl Juan Perón a vyjednal pro Manuela místo u Ferrari. A tak Fangio získal v roce 1956 s vozem Ferrari již čtvrtý titul. Svůj poslední titul získal v roce 1957 za volantem vozu Maserati, když vyhrál rozhodující závod na Nürburgringu, při kterém sedmkrát překonal rychlostní rekord okruhu. Sezóna 1957 byla Fangiovou poslední kompletní sezónou, slavil i své poslední vítězství a získal svůj poslední titul.
V lednu 1958 skončil čtvrtý na Velké ceně Argentiny. V únoru byl před plánovaným závodem v Havaně na Kubě unesen Hnutím 26. července. Po 26 hodinách byl propuštěn a předán argentinskému velvyslanectví. Motivem únosců bylo vynutit si zrušení závodu a prokázat neschopnost Batistova režimu. V roce 1999 byl podle této události natočen film režiséra Alberta Lecchiho Operación Fangio. S kariérou se rozloučil čtvrtým místem na Grand Prix Francie s vozem Maserati. Vozy Maserati v tomto roce za Ferrari značně zaostávaly. K Velké ceně Francie se váže i historka, která dokazuje, jakému respektu se Fangio těšil mezi svými kolegy. Mike Hawthorn jedoucí v čele na voze Ferrari Dino měl možnost předjet Fangia o jedno kolo, ale přibrzdil a nechal Fangia projet cílem se stejným počtem kol. Své jednání poté okomentoval slovy: „Fangio se nepředjíždí o jedno kolo“.
Po skončení závodní kariéry byl obchodním zástupcem firmy Mercedes–Benz v Argentině. V roce 1974 byl jmenován prezidentem Mercedes-Benz Argentina a v roce 1987 doživotním čestným prezidentem. V roce 1986 bylo ve městě Balcarce založeno muzeum Juana Manuela Fangii.
V pozdějším věku trpěl srdeční chorobu, absolvoval operaci srdce. Dne 17. července 1995 ve věku 84 let podlehl Juan Manuel Fangio srdečnímu kolapsu. Pohřben byl v rodném městě. Balcarce. Argentina vyhlásila třídenní smutek za pětinásobného světového šampióna. Jednalo se o rekord, který byl vyrovnán až v roce 2002 Michaelem Schumacherem.

## Tituly
- 1940 Mistr Argentiny
- 1941 Mistr Argentiny
- 1951 Mistr světa
- 1954 Mistr světa
- 1955 Mistr světa
- 1956 Mistr světa
- 1957 Mistr světa

## Vítězství
- 1940 Grand Prix Internacional del Norte
- 1940 Mil Millas Argentinas
- 1942 Premio Mar y Sierras
- 1947 Grand Prix Ciudad de Rosario
- 1947 Premio Mecánica Rioplatense Ciudad de Montevideo
- 1947 Premio Primavera Mecánica Argentina
- 1947 Premio Doble Vuelta Sierra de la Ventana
- 1948 Grand Prix Vuelta de Coronel Pringles
- 1948 VIII Grand Prix Otoño Palermo
- 1948 Premio Vuelta de Entre Rios
- 1948 Grand Prix Ciudad de Mercedes
- 1949 Grand Prix Jean-Pierre Wimille
- 1949 II Grand Prix Internacional Gral San Martin
- 1949 Premio Fraile Muerto Bell Ville
- 1949 Grand Prix San Remo
- 1949 Grand Prix Perpignan
- 1949 Grand Prix Marseilles
- 1949 Grand Prix Pau
- 1949 Grand Prix Albi
- 1949 Grand Prix Monza
- 1950 Grand Prix de Pau
- 1950 Grand Prix di San Remo
- 1950 Grand Prix de Monaco
- 1950 Circuit Des Ramparst
- 1950 Grand Prix van Belgie
- 1950 Grand Prix de l' A.C.F.
- 1950 Circuito di Pescara
- 1950 Grand Prix de Parana
- 1950 Grand Prix del Presidente Arturo Alessandri Palma
- 1950 XV 500 Millas de Rafaela
- 1951 Grand Prix der Schweiz
- 1951 Grand Prix de l' A.C.F.
- 1951 Grand Prix di Bari
- 1951 Grand Prix de España
- 1952 Grand Prix da Cidade de Sao Paolo
- 1952 Grand Prix Quinta de Boa Vista
- 1952 Grand Prix Presidente Peron
- 1952 Grand Prix Maria Eva Duarte de Peron
- 1952 Grand Prix de Uruguay
- 1952 Grand Prix de la ciudad de Montevideo
- 1953 Vue des Alpes
- 1953 Grand Prix Supercortemaggiore
- 1953 Grand Prix d'Italia
- 1953 Grand Prix Modena
- 1953 Carrera Panamericana
- 1954 Grand Prix de Republica Argentina
- 1954 Grand Prix van Belgie
- 1954 Grand Prix de l' A.C.F.
- 1954 Grand Prix von Deutschland
- 1954 Grand Prix der Schweiz
- 1954 Grand Prix d'Italia
- 1955 Grand Prix de la Republica Argentina
- 1955 Grand Prix Ciudad de Buenos Aires
- 1955 Internationales ADAC-Eifel-Rennen
- 1955 Grand Prix van Belgie
- 1955 Grand Prix van Nederland
- 1955 Grand Prix Routier de Kristianstadt
- 1955 Grand Prix d'Italia
- 1955 Grand Prix Internacional de Venezuela
- 1956 Grand Prix de la Republica Argentina
- 1956 Grand Prix Ciudad de Buenos Aires
- 1956 12 horas de Sebring
- 1956 Grand Prix di Siracusa
- 1956 British Grand Prix
- 1956 Grand Prix von Deutschland
- 1957 Grand Prix de la Republica Argentina
- 1957 Grand Prix Ciudad de Buenos Aires
- 1957 Grand Prix de Cuba
- 1957 12 horas de Sebring
- 1957 Grand Prix de Monaco
- 1957 Grand Prix de Portugal
- 1957 Grand Prix de l' A.C.F.
- 1957 Grand Prix von Deutschland
- 1957 Grand Prix Ciudad de Sao Paolo
- 1957 Grand Prix de Rio de Janeiro
- 1958 Grand Prix Buenos Aires

## Formule 1
- Žlutě jsou vítězství
- Modře jsou 2. místa
- Červeně 3. místa
- Zeleně bodoval

| Rok  | 1   | 2   | 3   | 4   | 5   | 6   | 7   | 8   | 9   | 10  | 11  | Pořadí    | Body  |
| ---- | --- | --- | --- | --- | --- | --- | --- | --- | --- | --- | --- | --------- | ----- |
| 1950 | GB  | MON | 500 | ŠVÝ | BEL | FRA | ITA | *   | *   | *   | *   | 2. místo  | 27    |
| 1951 | ŠVÝ | 500 | BEL | FRA | GB  | NĚM | ITA | ŠPA | *   | *   | *   | Mistr     | 37    |
| 1952 |     |     |     |     |     |     |     |     |     |     |     |           |       |
| 1953 | ARG | 500 | NIZ | BEL | FRA | GB  | NĚM | ŠVÝ | ITA | *   | *   | 2. místo  | 29    |
| 1954 | ARG | 500 | BEL | FRA | GB  | NĚM | ŠVÝ | ITA | ŠPA | *   | *   | Mistr     | 57,14 |
| 1955 | ARG | MON | 500 | BEL | NIZ | GB  | ITA | *   | *   | *   | *   | Mistr     | 41    |
| 1956 | ARG | MON | 500 | BEL | FRA | GB  | NĚM | ITA | *   | *   | *   | Mistr     | 33    |
| 1957 | ARG | MON | 500 | FRA | GB  | NĚM | PES | ITA | *   | *   | *   | Mistr     | 46    |
| 1958 | ARG | MON | HOL | 500 | BEL | FRA | GB  | NĚM | POR | ITA | MAR | 14. místo | 7     |

## Vozy
- 1950 Alfa Romeo 158
- 1951 Alfa Romeo 159
- 1953 Maserati A6GCM
- 1954 Maserati 250 F, Mercedes-Benz W196, Mercedes-Benz W196s
- 1955 Mercedes-Benz W196, Mercedes-Benz W196s
- 1956 Ferrari D50
- 1957 Maserati 250 F
- 1958 Maserati 250 F

## Soukromý život
Fangio se nikdy neoženil, ale dlouho žil s partnerkou Andreou Berruetovou. Rozešli se v roce 1960. Její syn tvrdil, že je Fangiovým potomkem a v roce 2013 se potvrzení domáhal u soudu. Genetickým testem DNA po exhumaci ostatků v roce 2015 bylo prokázáno, že Oscar Cacho Espinosa (* 1938) je skutečně Fangiovým synem. O rok později byl za Fangiova syna uznán také Rubén Vázquez (* 1942) ze vztahu, který měl ve čtyřicátých letech s Catalinou Basili.